# Šesta i Sedma knjiga Mojsijeva
Šesta i Sedma knjiga Mojsijeva, grimorij koji je kružio u rukopisnom obliku u 18. stoljeću, da bi bio tiskan tijekom 19. stoljeća. Iako relativno novijeg postanja, značajan je zbog svoje rasprostranjenosti širom svijeta. Proširio se iz Njemačke u SAD, gdje su ga prihvatili Afroamerikanci, te je postao temeljno djelo rastfarijanaca i različitih vjerskih sljedbi iz zapadne Afrike.
Knjiga je atributirana hebrejskom patrijarhu Mojsiju, kojem je pripisano i pet biblijskih knjiga. Sadrži psudohebrejske simbole, zazive duhova i psalme.